# Сторожевский, Николай Николаевич

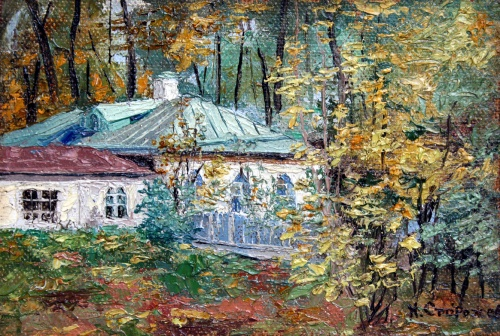
Осенний пейзаж с домом. Начало XX века.

Николай Николаевич Сторожевский (1864-1930) — российский, украинский и советский художник, педагог.                    Проживал со своей семьёй г.Харьков переулок Карповский 13.

## Биография
Жил и работал в Харькове. Н. Н. Сторожевский имел частную художественную школу. Среди его учеников были такие художники как братья А. Н. Прошкин и В. Н. Прошкин.
В 1900—1908 был участником харьковского объединения «Кружок местных художников». Экспонировался на выставках этого кружка вместе с Д. Д. Бурлюком, В. Д. Бурлюком и Н. Д. Бурлюком.
В 1906 Н. Н. Сторожевский вместе с М. А. Беркосом был членом-учредителем «Товарищества Харьковских художников».
С 1908 года Сторожевский неоднократно участвовал в выставках Товарищества вместе с Г. С. Верейским, с которым был в дружеских отношениях, и часто ходил с ним на этюды.
В 1918 году, после распада «Товарищества Харьковских художников» его члены образовали новое творческое объединение «Союз искусств», в которое вошли многие художники, в том числе и Н. Н. Сторожевский.
В 1918 году он участвовал в проведении 1-й выставки «Союза искусств». Объединение «Союз искусств» просуществовал до середины 1920-х годов, а затем его деятельность прекратилась. Для украинского авангарда наступили трагические времена. Одни художники были расстреляны, другие уехали за рубеж, третьи жили под угрозой расстрела и преследований. Большинство картин были уничтожены или проданы за рубеж.

## Творчество
Николай Сторожевский — художник-пейзажист, манера живописи которого близка к М. А. Беркосу и Д. Д. Бурлюку под влияние творчества которых он находился.